# 빈펄
빈펄(영어: Vinpearl)은 베트남을 대표하는 호스피탈리티 그룹이며 호텔과 리조트 회사다. 2007년 빈그룹과 합병했다.
빈펄은 베트남의 삼성으로 불리는 빈그룹이 소유한 베트남 최대 규모의 국제 5성급 호텔 및 리조트 체인이다. 현재 전국 43개의 시설과 17,000개의 객실과 빌라를 보유하고 있다.

또한 빈펄에서는 호텔과 리조트 뿐만 아니라 놀이공원, 골프코스, 스파, 워터파크 등의 체인도 소유하고 있다.

## 하위 브랜드
베트남에서 가장 큰 호텔 체인으로 손꼽히는 빈펄그룹에는 5개의 하위 브랜드가 있다.
- 빈펄 럭셔리
- 빈펄 리조트
- 빈오아시스
- 빈펄 호텔

그밖에도 테마파크인 빈원더스, 빈펄 골프와 같은 하위 엔터테인먼트를 보유하고 있다.

## 빈펄의 호텔 및 리조트

### 푸꾸옥
- 빈홀리데이즈 피에스타 푸꾸옥(영어: VinHolidays Fiesta Phu Quoc)
- 빈펄 원더월드 푸꾸옥(영어: Vinpearl WonderWorld Phu Quoc)
- 빈펄 리조트 & 스파 푸꾸옥(영어: Vinpearl Resort & Spa Phu Quoc)

### 나트랑
- 혼 땀 리조트(영어: Hon Tam Resort)
- 빈펄 리조트 & 스파 나트랑 베이(영어: Vinpearl Resort & Spa Nha Trang Bay)
- 빈펄 럭셔리 나트랑(영어: Vinpearl Luxury Nha Trang)
- 빈펄 비치프론트 나트랑(영어: Vinpearl Beachfront Nha Trang)
- 빈펄 리조트 골프링크 나트랑(영어: Vinpearl Golflink Nha Trang)

### 호이안
- 빈펄 리조트 & 스파 호이안(영어: Vinpearl Resort & Spa Hoi An)
- 빈펄 리조트 & 골프 남호이안(영어: Vinpearl Resort & Golf Nam HoiAn)

### 하롱베이
- 빈펄 리조트 & 스파 하롱(영어: Vinpearl Resort & Spa Ha Long)

## 편의 시설

### 빈원더스
- 빈원더스 (놀이공원, 식물원(블루밍힐), 동물원(킹스가든), 아쿠아리움)

### 빈펄 케이블카
- 나트랑 빈펄 케이블카